# Desa Pamijen (administrativ by i Indonesien, lat -7,44, long 109,28)
Desa Pamijen är en administrativ by i Indonesien.   Den ligger i provinsen Jawa Tengah, i den västra delen av landet, 300 km sydost om huvudstaden Jakarta.